# 중화 (북송)
중화(重和, 1118년 11월 ~ 1119년 2월)는 북송 휘종(徽宗) 조길(趙佶)의 다섯번째 연호이다. 3개월 가량 사용하였다.

## 개원
- 정화(政和) 8년 11월 1일[1](1118년 12월 15일)에 연호를 중화(重和)로 개원함.[2][3][4][5]

- 중화(重和) 2년 2월 4일[6](1119년 3월 16일)에 연호를 선화(宣和)로 개원함.[7][3][4][5]

## 연대 대조표
| 중화       | 원년           | 2년        |
| 서기(西紀) | 1118년         | 1119년     |
| 간지(干支) | 무술(戊戌)     | 기해(己亥) |
| 요(遼)     | 천경(天慶) 8년 | 9년        |
| 금(金)     | 천보(天輔) 2년 | 3년        |

## 동시대 연호

### 중국
요(遼)
- 천경(天慶) (1111년 ~ 1120년)

금(金)
- 천보(天輔) (1117년 ~ 1123년)

서하(西夏)
- 옹녕(雍寧) (1114년 ~ 1118년)
- 원덕(元德) (1119년 ~ 1127년)

대리국(大理國)
- 문치(文治) (1110년 ~ 1121년)

### 베트남
- 호이뜨엉다이카인(會祥大慶) (1110년 ~ 1119년)

### 일본
- 겐에이(元永) (1118년 ~ 1120년)

## 같이 보기
- 중국의 연호 목록